# José Pinto de Azeredo
José Pinto de Azeredo (Rio de Janeiro, 1766 - 1810, Lisboa) foi um médico luso-brasileiro que atuou tanto em Portugal, como no Brasil e em Angola.
Seu trabalho mais notável foi como fundador do curso de medicina na Angola Portuguesa, além de suas obras como médico-pesquisador.

## Biografia
Nasceu no Rio de Janeiro em 1766, filho de Francisco Ferreira de Azeredo, médico-militar do Rio de Janeiro. Azeredo era brasileiro de nascimento e súdito da Coroa portuguesa.
Fez seus estudos de latim, filosofia racional e moral e retórica, no Rio; seguiu para a Europa com a finalidade de matricular-se em medicina na Universidade de Edimburgo. Lá estuda entre 1786 e 1788. Forma-se porém em medicina, em aproveitamento de créditos, pela Universidade de Leiden, com defesa, em maio de 1788, de uma dissertação sobre a gota.
Após a formatura, segue para Lisboa, onde fica entre junho de 1788 e maio de 1789. Por documento real de fevereiro de 1789 é reconhecida a sua capacidade de exercer medicina em Portugal e nos domínios ultramarinos. Por carta-patente de 24 de abril de 1789 é nomeado, por D. Maria I, físico-mor de Luanda, para servir ao corpo militar de Angola e os doentes do hospital da cidade, além de ter a missão de abrir uma "Escolla de Medicina".
Regressou ao Rio de Janeiro em junho de 1789. Ali iniciou sua prática de medicina, com observações clínicas no Rio, na Bahia e em Pernambuco. Realizou medições experimentais sobre a composição do ar da cidade que levam à publicação, em 1790, do artigo sobre o Exame químico da atmosfera do Rio de Janeiro. Na própria cidade, fez apresentações sobre a composição do ar na Sociedade Literária do Rio de Janeiro.
Após um ano e meio no Brasil, viaja para Angola, com chegada provável a Luanda em setembro de 1790. Ali inicia a prática clínica no Hospital Real de Luanda e no suporte aos militares portugueses da cidade.
Seu trabalho por qual é mais conhecido inicia de fato de setembro de 1791, com a abertura oficial da "Aula de Medicina e Anatomia de Luanda" (atual Faculdade de Medicina da Universidade Agostinho Neto). Os manuscritos que serviriam de material de estudo para os alunos são feitos a seu próprio punho, formando um prolífico material sobre medicina de sua própria autoria. No tempo em que foi professor, realizou muitos estudos sobre as doenças tropicais angolanas.
No regresso a Lisboa, em 1797, organiza e edita seus escritos publicando-os dois anos depois (1799), gerando o livro Ensaios sobre Algumas Enfermidades d'Angola. Na chegada a Lisboa opta por trabalhar como médico privado, até ser nomeado para o Hospital Militar de Xabregas em 1802. Neste período escreve as obras Isagoge Pathologica do Corpo Humano (1802), Curtas Reflexões sobre Algumas Enfermidades Endêmicas do Rio de Janeiro no Fim do Século Passado (1802) e Coleção de Observações Clínicas (1803).
Após 1803 foi nomeado médico da Real Câmara de D. Maria I, obtendo muito prestígio profissional; tornou-se ainda Cavaleiro da Ordem de Cristo e fez parte do círculo de letrados da Academia das Ciências de Lisboa.
Faleceu em 1810, em Lisboa. Faz seu universal herdeiro o irmão, residente no Rio de Janeiro, deixando-lhe uma valiosa biblioteca.